# Vidéographie de Shy'm

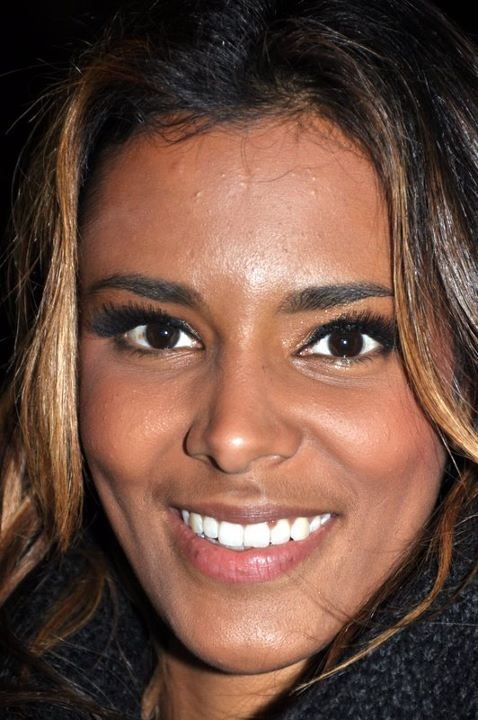
Shy'm lors des NRJ Music Awards.

Tamara Marthe, plus connue sous son pseudonyme chanteuse en tant que Shy'm, a entamé sa carrière d'actrice en tournant dans deux court-métrage : La Nuit (2014) où elle campe un personnage complexe durant un road-trip troublant dans lequel on peut entendre, Save My Way et Médicine (2015), un court-métrage qui aborde les addictions. Elle a par la suite fait du doublage de film d’animation et est devenu actrice de série télévisée avec Profilage en 2020 et Cannes police criminelle en 2023 tous les deux diffusé sur TF1.

## Carrière d’actrice
Le 25 août 2014, la chanteuse sort le court-métrage La Nuit réalisé par Stéphane Vallée, réalisateur des clips Lazy Days de Bruno Mars et Princess of China de Coldplay et Rihanna sur une idée originale de Tamara Marthe. Le court métrage est un road movie troublant tourné en noir et blanc.
En 2015, l’actrice tourne l’année suivante dans Medicine réalisé par Charles Baldasarra où elle offre une performance de danse pour les besoins d’un clip sur l’addiction. Elle y effectue une chorégraphie contemporaine en duo avec Zack Benitez, sur une musique du groupe Daughter.
En 2019, elle s’essaye au doublage du personnage de Wanda dans le film d'animation Royal Corgi, qui est sorti le 10 avril 2019 au cinéma. Il s'agissait alors de son premier doublage et la chanteuse a avoué que doubler un personnage était un rêve depuis enfant,.
Au printemps 2020, Shy’m annonce une pause musicale pour se lancer dans une carrière d'actrice en obtenant le rôle d'Élisa Bergman, personnage principal de la saison 10 de la série Profilage Le premier épisode de cette saison est diffusé le 12 mars 2020 (en France sur TF1) et le 29 février (en Belgique).
La série, diffusée jusqu’en août 2021, reçoit essentiellement des réactions positives.
En fin d’année 2021, elle est l’oratrice d’un conte de Noël audio La fille de Noël.
Après avoir tourné dans Profilage, Tamara revient devant la caméra au casting d’une nouvelle série policière intitulée Cannes police criminelle en 2023.

## Filmographie
- 2014 : La Nuit (court-métrage, Youtube) de Stéphane Vallet [10] : Tamara[11]
- 2015 : Médicine (court-métrage, Youtube) de Charles Baldasarra
- 2019 : Royal Corgi (film d’animation) : Wanda[4],[5]
- 2020 : Profilage (série télévisée, TF1) de Jeremy Minui [12]  : Élisa Bergman (rôle principal, saison 10)[13],[14]
- 2020 : Au secours, bonjour (série télévisée, France 2) de Guillaume Lacroix[15] : elle-même
- 2022 : Close Up (Web-série, Youtube) de Florent Koziel
- 2023 : Un gars, une fille (au pluriel) (série télévisée, TF1) : Chouchou
- 2023 : Cannes police criminelle (série télévisée, TF1) de Camille Delamarre : Léa Robert
- 2024 : Quatre Zéros : Sarah Marbello
- 2025 : Cat's Eyes (série télévisée, TF1) : Gwen Assaya (saison 2)

## Documentaires
- 2007 : En toute intimité (Up Music)
- 2010 : Côté Off (Warner Music France)
- 2011 : L'Interview Vérité (Warner Music France)
- 2012 : Shimi Tour : les backstages (Warner Music France)
- 2019 : Agapé Tour : les backstages (E-47 Records)

## Émissions de télévision
- 2011 : Danse avec les stars, saison 2 sur TF1 : gagnante
- 2011 : E-classement sur W9 : présentatrice
- 2011 : Îles étaient une fois la chanson sur France 2 : coprésentatrice avec Audrey Chauveau
- 2012 : You Can Dance sur NT1 : jurée
- 2012 - 2019 : Danse avec les stars, saisons 3, 4, 7, 9 et 10 sur TF1 : jurée
- 2017 : Danse avec les stars : Le grand show sur TF1 : candidate
- 2017 : Les Copains d'abord chantent l'été sur France 2 : coprésentatrice avec Antoine Duléry
- 2017 : À l'état sauvage sur M6 : participante
- 2017 : Nouvelle Star, saison 13 sur M6 : animatrice
- 2022 : Good Singers sur TF1 : enquêtrice
- 2022 : Drag Race France sur France 2 : jurée invitée
- 2024 : Danse avec les stars d'Internet sur TF1 et Twitch : jurée invitée
- 2024 : Mask Singer sur TF1 : jurée invitée (saison 6, épisode 5)

## Livre audio
- 2021 : La Fille de Noël

## Clips vidéo
| Titre                                  | Année | Album              | Réalisation                         | Lieu[réf. nécessaire]                   |
| -------------------------------------- | ----- | ------------------ | ----------------------------------- | --------------------------------------- |
| 2005 - 2009                            |       |                    |                                     |                                         |
| Histoire de luv' (featuring K. Maro)   | 2005  | Million Dollar Boy | Inconnu                             | Tourné au Canada                        |
| Femme de couleur                       | 2006  | Mes fantaisies     | Inconnu                             | Tourné en Guadeloupe                    |
| Victoire                               | 2006  | Mes fantaisies     | Anthony Lamond                      |                                         |
| T'es parti                             | 2007  | Mes fantaisies     | Inconnu                             |                                         |
| Oublie-moi                             | 2007  | Mes fantaisies     | Inconnu                             |                                         |
| La Première Fois                       | 2008  | Reflets            | Inconnu                             |                                         |
| Si tu savais                           | 2008  | Reflets            | Inconnu                             | Tourné à Paris                          |
| Step Back (featuring Odessa Thornhill) | 2009  | Reflets            | Jean-Luc Della Montagna             | Tourné à Montréal                       |
| 2010 - 2019                            |       |                    |                                     |                                         |
| Je sais                                | 2010  | Prendre l'air      | Jean-Luc Della Montagna             | Tourné à Los Angeles                    |
| Je suis moi                            | 2010  | Prendre l'air      | Inconnu                             |                                         |
| Prendre l'air                          | 2011  | Prendre l'air      | Nathalie Lucas                      | Tourné en Espagne                       |
| Tourne                                 | 2011  | Prendre l'air      | Louis de Caunes                     | Tourné à New York                       |
| En apesanteur                          | 2011  | Prendre l'air      | Inconnu                             | Tourné à Paris                          |
| #Shimisoldiers                         | 2012  | Caméléon           | Fatbros Production                  | Images issu du Shimi Tour               |
| Et alors !                             | 2012  | Caméléon           | Inconnu                             | Tourné à Paris                          |
| On se fout de nous                     | 2012  | Caméléon           | Inconnu                             |                                         |
| Et si...                               | 2012  | Caméléon           | Inconnu                             |                                         |
| Caméléon                               | 2013  | Caméléon           | Fatbros Production                  | Images issu du Shimi Tour               |
| Save My Way                            | 2014  | Solitaire          | Stéphane Vallée                     | Issu du court-métrage "La Nuit"         |
| La Malice                              | 2014  | Solitaire          | Tamara Marthe                       | Tourné en Afrique du Sud                |
| L'effet de serre                       | 2014  | Solitaire          | Roy Raz                             | Tourné à Tel Aviv                       |
| On s'en va                             | 2015  | Solitaire          | Julien Seri                         | Tourné à La Nouvelle-Orléans            |
| Silhouettes                            | 2015  | Solitaire          | Frederic Alenda                     | Tournée à Lille lors du Paradoxale Tour |
| Il faut vivre                          | 2015  | À nos dix ans      | Darius Salimi                       | Tourné à Goussainville                  |
| Tandem                                 | 2015  | À nos dix ans      | Darius Salimi                       | Tourné à Paris                          |
| Medicine                               | 2015  | —                  | Charles Baldassarra                 | Tourné à Paris                          |
| Mayday (featuring Kid Ink)             | 2017  | Héros              | Miles Cable                         | Tourné à Los Angeles                    |
| Si tu m’aimes encore                   | 2017  | Héros              | Charles Baldassara                  | Suite du clip Medicine                  |
| Madinina                               | 2018  | Héros              | Biggie                              | Le clip a été tourné en Martinique      |
| Absolem                                | 2019  | Agapé              | Nicolas Jouanneau Dario             | Studios LAMY à Laucourt                 |
| Puerto Rico                            | 2019  | Agapé              | Rosalia Kin                         |                                         |
| Amiants                                | 2019  | Agapé              | Rosalia Kin                         |                                         |
| Olé Olé                                | 2019  | Agapé              | SJD                                 | Studio de l’Olivier à Paris             |
| Sourire                                | 2019  | Agapé              | Baptiste Cornu                      | Images issu du Agapé Tour               |
| Nous Deux                              | 2019  | Sex in the City    | Yro                                 | Single issu de l’album de Lorenzo       |
| 2020 -                                 |       |                    |                                     |                                         |
| Boy                                    | 2020  | Jour 222           | Gauillaume Doubet                   | Tourné à Paris                          |
| Ensemble                               | 2020  | Jour 222           | Merick et Gohu                      | Tourné à Saint-Cyr-l'École              |
| Tadada Tududu                          | 2021  | N/A                | TKSH                                | Aérodrome de Melun Villaroche           |
| Elle danse encore                      | 2022  | N/A                | Adrien Di Russo et Vincent Dominici | Tourné à Nice                           |

## Spectacles télévisés
| Année              | Émission                              | Chaîne   | Titre(s) Joué(s)                                             |
| ------------------ | ------------------------------------- | -------- | ------------------------------------------------------------ |
| 20 octobre 2005    | Hit Machine                           | M6       | Histoire de luv' (feat K. Maro)                              |
| 16 juin 2006       | Spécial Céline Dion                   | TF1      | Femme Like U (feat K. Maro)                                  |
| 19 mai 2007        | Hit Machine                           | M6       | T'es parti                                                   |
| 21 juin 2007       | La Fête de la Musique                 | France 2 | Victoire                                                     |
| 15 novembre 2008   | NRJ Music Tour                        | NRJ Hits | Première fois                                                |
| 22 janvier 2011    | NRJ Music Awards                      | TF1      | Je sais                                                      |
| 20 juin 2012       | Fête de la musique                    | France 2 | Et alors !                                                   |
| 28 octobre 2012    | Chabada                               | France 3 | On se fout de nous                                           |
| 20 décembre 2012   | We Love Céline                        | NRJ 12   | Et si...                                                     |
| 27 janvier 2013    | NRJ Music Awards                      | TF1      | Et alors !                                                   |
| 16 février 2013    | Champs-Élisées                        | France 2 | Et si...                                                     |
| 5 avril 2013       | Taratata                              | France 4 | On se fout de nous Hit the Road Jack                         |
| 20 décembre 2013   | 300 chœurs                            | France 3 | Désenchantée                                                 |
| Septembre 2014     | Les Années bonheur                    | France 2 | On se fout de nous Et alors ! La Malice                      |
| 10 novembre 2014   | Danse avec les Stars                  | TF1      | L'Effet de serre                                             |
| 21 novembre 2014   | La fête de la chanson française       | France 2 | L'Effet de serre                                             |
| 23 novembre 2014   | Du côté de chez Dave                  | France 3 | L'Effet de serre                                             |
| 13 décembre 2014   | NRJ Music Awards                      | TF1      | L'Effet de serre                                             |
| 25 décembre 2014   | Les Copains d'abord                   | France 2 | L'Effet de serre                                             |
| 19 octobre 2015    | C à vous                              | France 5 | Il faut vivre                                                |
| 28 décembre 2015   | Danse avec les Stars                  | TF1      | Il faut vivre                                                |
| 9 janvier 2016     | Génération Balavoine, 30 ans déjà     | TF1      | Vivre ou Survivre                                            |
| 4 février 2017     | Danse avec les stars                  | TF1      | Mayday                                                       |
| 13 juin 2017       | Les copains d’abord                   | France 2 | Si tu m’aimes encore                                         |
| 1er septembre 2017 | C à vous                              | France 5 | Si tu m’aimes encore                                         |
| 14 septembre 2017  | TPMP                                  | C8       | Si tu m’aimes encore                                         |
| 15 septembre 2017  | A nous les jeux, le grand concert     | C8       | Et alors ! Si tu m’aimes encore                              |
| 17 septembre 2017  | Les 50 chansons préférés des français | M6       | La vie en rose                                               |
| 5 octobre 2017     | Le Live de l'Appart                   | Gala.fr  | Femme de couleur Si tu m’aimes encore Héros L'Effet de serre |
| 14 octobre 2017    | Tous ensemble pour les antilles       | France 2 | Femme de couleur                                             |
| 30 novembre 2017   | 300 chœurs                            | France 3 | Si j'étais un homme Si tu m’aimes encore                     |
| 24 décembre 2017   | Les Kids United fêtent Noël           | M6       | Jingle Bell Rock                                             |
| 29 décembre 2017   | 300 chœurs                            | France 3 | Hasta Siempre                                                |
| 19 février 2018    | Les 12 coups de cœur                  | RTS Un   | Madinina                                                     |
| 4 novembre 2018    | 300 chœurs                            | France 3 | En apesanteur                                                |
| 1er décembre 2018  | Danse avec les Stars                  | TF1      | Medley                                                       |
| 9 avril 2019       | TPMP                                  | C8       | Puerto Rico                                                  |
| 7 mai 2019         | C à vous                              | France 5 | Olé Olé                                                      |
| 26 mai 2019        | On n'est pas couché                   | France 2 | Agapé                                                        |
| 15 juin 2019       | La Chanson de l'année                 | TF1      | Puerto Rico                                                  |
| 17 août 2019       | La Chanson Challenge                  | TF1      | Wannabe                                                      |
| 15 septembre 2019  | La Chanson secrète                    | TF1      | Si, maman si Puerto Rico                                     |
| 31 décembre 2019   | La Chanson française fête le 31       | France 2 | Je danse le Mia (avec Corine) Simple et funky                |
| 23 décembre 2021   | Tous ensemble contre le Cancer        | W9       | Mamma Mia Tadada Tududu                                      |